# Marsilius van Inghen
Marsilius van Inghen (tussen 1330 en 1340 – 20 augustus 1396) was een Nederlands scholastisch filosoof. Hij was samen met Albert van Saksen en Nicolaas van Oresme een leerling van Johannes Buridanus. Hij was tevens een magister aan de Universiteit van Parijs en van 1386 tot 1396 aan de Universiteit van Heidelberg.

## Biografie
Marsilius van Inghen werd geboren nabij Nijmegen. Er is niet veel bekend over zijn exacte geboortejaar of over zijn familie. De eerste bekende datum uit zijn leven is 27 september 1362. Op die dag kreeg hij zijn magister-titel aan de Universiteit van Parijs. Hij ging hier vervolgens werken. In 1367 en 1371 was hij er rector. Naast zijn filosofische studies studeerde hij tevens theologie. Zijn lessen in dit vakgebied genoten veel populariteit. In 1378 was Marsilius een afgevaardigde namens de Universiteit van Parijs bij paus Urbanus VI in Tivoli.
Na 1379 komt de naam Marsilus van Inghen niet meer voor in de documenten en boekhoudingen van de Universiteit van Parijs. Hij was vermoedelijk van de universiteit gestuurd vanwege het Westers Schisma. In 1383 ging Marsilius samen met Albert van Saksen naar Duitsland. Hier richtte hij samen met Ruprecht II van de Palts de Universiteit van Heidelberg op.
In 1386 werd Marsilius magister aan deze universiteit. Tot 1392 was hij hier tevens rector. Tevens zorgde hij tussen 1389 en 1390 voor de overplaatsing van het universiteitsregister naar Rome. 
In 1396 stierf Marsilius van Inghen en werd begraven in de Peterskirche in Heidelberg.

### Primair
- Marsilius of Inghen, Quaestiones super quattuor libros Sententiarum, vol. 1: Super primum, quaestiones 1-7, ed. G. Wieland, M. Santos Noya, M. J. F. M. Hoenen, M. Schulze, Studies in the History of Christian Thought 87, ed. M. Santos Noya, Leiden 2000.
- Marsilius of Inghen, Quaestiones super quattuor libros Sententiarum, vol. 2: Super primum, quaestiones 8-21, ed. G. Wieland, M. Santos Noya, M. J. F. M. Hoenen, M. Schulze, Studies in the History of Christian Thought 88, ed. M. Santos Noya, Leiden 2000.
- Marsilius of Inghen, Treatises on the Properties of Terms. A First Critical Edition of the Suppositiones, Ampliationes, Appellationes, Restrictiones and Alienationes with Introduction, Translation, Notes, and Appendices, ed. E. P. Bos, Synthese Historical Library 22, Dordrecht 1983.

### Secundair
- Braakhuis, H. A. G., and M. J. F. M. Hoenen (eds.), Marsilius of Inghen, Artistarium Supplementa 7, Nijmegen 1992.
- Hoenen, M. J. F. M., Marsilius of Inghen. Divine Knowledge in Late Medieval Thought, Studies in the History of Christian Thought 50, Leiden 1993.
- Marshall P., "Parisian Psychology in the Mid-Fourteenth Century," Archives d'histoire doctrinale et littéraire du Moyen Age 50 (1983), 101-193.